# Idioma piceno septentrional
El piceno septentrional o piceno de Novilara es una lengua muerta, hablada en el este de Italia, que se conoce gracias a una serie de inscripciones que datan del I milenio a. C., la mayoría hallada en el Piceno, la región al norte del río Esino. Está escrito en alfabeto etrusco.
A pesar de su nombre, no está relacionada con el piceno meridional hablado más al sur. Si bien sus textos son fácilmente transcribibles, no ha sido posible traducirlo hasta ahora; por esta razón es una lengua no clasificada y en general se considera no indoeuropea. En contraste con el piceno meridional, que ha sido identificado como una lengua itálica.

## Aspectos históricos, sociales y culturales

### Distribución

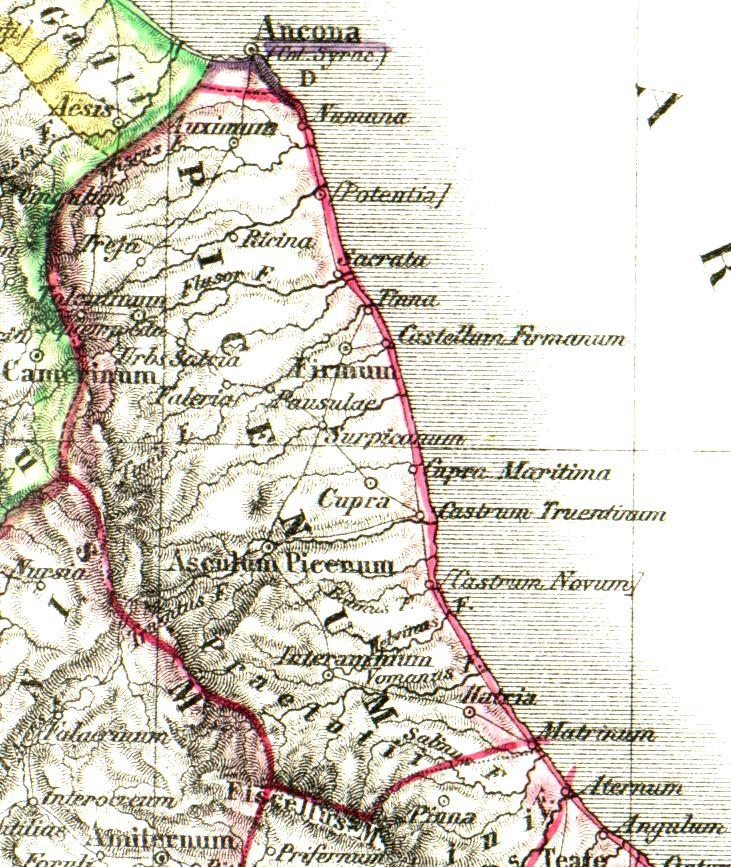
Localización de la región de Picenum.

El piceno septentrional fue un idioma hablado en Italia en el I milenio a. C. del cual hay testimonios de los siglos V-VI a. C. (estela de Novilara). Fue hablado por las poblaciones habitantes de la costa adriática al norte del río Esino, entre las regiones actuales de Las Marcas y Romaña.

## Testimonios escritos
La inscripción conocida del piceno septentrional es la estela de Novilara (ahora en el Museo Preistorico Pigorini de Roma), del siglo VI a. C. aproximadamente:
 mimnis erut gaarestades rotnem uvlin par tenus polem isairon tet sut trat nesi kruvis tenag trut ipiem rotnes lutuis thalu isperion vul tes rotem teu aiten tasur soter merpon kalatne nis vilatos paten arn uis balestenag ands et sut i akut treten teletau nem polem tisu sotris eus
El monumento, hallado en un cementerio de la Edad del Bronce, es muy interesante, tanto por su factura escultórica (con varias escenas de caza o pastoriles en su parte posterior) como por su inscripción. Se ha barajado que pudiera ser la estela funeraria de un viajero muerto, grabada por sus compañeros de viaje. Pero tampoco es seguro su carácter funerario.
Las inscripciones consideradas en piceno septentrional se refieren a un corpus de cuatro objetos llamados inscripciones de Novilara, aunque de ellos sólo uno se encontró con certeza en Novilara (cerca de Pesaro), mientras que los otros fueron adquiridos a través de donaciones privadas. Los fragmentos se compararon lingüísticamente con el piceno del sur, mejor atestiguado, pero se dieron importantes conflictos y contradicciones, por lo que sigue siendo imposible descifrarlo por el momento.

## Descripción lingüística

La estela de Novilara, el principal testimonio escrito del piceno septentrional.

### Clasificación
La evidencia disponible hace del piceno septentrional una lengua no clasificada ya que no ha sido posible probar un parentesco definitivo con ninguna otra lengua conocida. Dado que no parece fácilmente relacionable con otras lenguas indoeuropeas se considera presumiblemente que se trata de una lengua no-indoeuropea o una lengua aislada, pero esas conclusiones son provisionales. En este sentido se han sugerido correspondencias léxicas, con el etrusco, pero parece prematura asegurar la existencia de un parentesco con esta lengua. De hecho, de las cuatro textos fragmentarios disponibles el único con características fono-morfológicas similares en el alfabeto etrusco es el de la estela de Novilara.
De las otras tres muestras recogidas por particulares, según una investigación de la profesora Rossella Martini, una de ellas se presenta en un alfabeto de caracteres griegos arcaicos. También han surgido problemas de interpretación al analizar estos tres fragmentos respecto a la estela de Novilara, ya que sólo los tres fragmentos aludidos muestran incongruencias entre su datación y los caracteres paleográficos que presentan. Además, durante el Congreso Internacional Etrusco surgió la hipótesis de que los tres fragmentos, distintos a la estela de Novilara y obtenidos mediante donaciones privadas, sean en realidad falsas, y por lo tanto poco fiables.

### Características
El análisis de los fragmentos por parte de varios estudiosos ha demostrado un conflicto entre unos y otros, salvo alguna aceptable correspondencia morfológica entre palabras individuales, que sin embargo, no consiguen dar una visión general de la estructura de los textos. Se ha sugerido en varias ocasiones la posibilidad de la presencia de algunos helenismos dentro de los fragmentos (soter <σωτήρ, 'salvador'; isperion <έσπέριον, 'occidente') , pero no son precisas dichas correspondencias.